# Vincent Giraud
Pour les articles homonymes, voir Giraud.
Vincent Giraud, né le 13 mai 1970, est un militaire français.
Général d'armée, il est major général des armées depuis le 1er août 2024.
Le 23 juillet 2025, il est nommé chef de l'état-major particulier du président de la République à compter du 1er septembre 2025.

## Biographie
Ayant choisi de servir dans l'arme blindée et cavalerie à l'issue de sa scolarité à Saint-Cyr, il rejoint ensuite le 1er régiment de Spahis, qu'il commandera de 2011 à 2013 après avoir servi au 501e/503e régiment de chars de combat et au 3e régiment de hussards.
Au cours de sa carrière, il a participé à plusieurs opérations extérieures, au Kosovo, en Afghanistan et en République de Côte d'Ivoire.
Il a également commandé la 2e brigade blindée à Strasbourg de 2020 à 2022.
Le 23 juillet 2025, il est mis fin à ses fonctions de major général des armées à compter du 1er septembre 2025, date à laquelle il est nommé chef de l'état-major particulier du président de la République.

## Grades militaires
- 2023 : général de corps d'armée
- 2024 : général d'armée

## Distinctions

### Décorations françaises
- Commandeur de la Légion d'honneur (2024)[6].
- Officier de l'ordre national du Mérite.
- Croix de la Valeur militaire.